# Bactrocera urens
Bactrocera urens är en tvåvingeart som beskrevs av White 1999. Bactrocera urens ingår i släktet Bactrocera och familjen borrflugor. Inga underarter finns listade.